# Zubní kaz
Zubní kaz, neboli narušení zubní skloviny, je infekční onemocnění poškozující tkáň zubu. Zubní kaz patří u lidí mezi nejčastější onemocnění.
Příčin zubního kazu je více. Většinou je to špatná ústní hygiena spolu s nevhodným stravováním. U dětí je vzhledem k citlivosti dětských zubů hlavní příčinou přenos nákazy líbáním od rodičů.
Zubní kaz vzniká působením bakterií, které pokrývají povrch zubní skloviny. Rozkládají sacharidy na organické kyseliny, které odvápňují sklovinu a snižují tvrdost – zub bolí (cítí více chlad, teplo atd.).
Za posledních 300 let byla popsána řada teorií vysvětlujících vznik zubního kazu. Dnes je nejvíce akceptovanou chemoparazitární teorie, kterou publikoval roku 1898 Willoughby D. Miller. Následně byla potvrzena dalšími vědci. Vychází z představy, že viníkem naprosté většiny problémů jsou bakterie Lactobacillus či Streptococcus mutans, které se přichycují na zubech a vylučují organickou kyselinu. Toto přichycení umožňuje sacharidový polymer, který tvoří hlavní součást zubního plaku. Dlouhodobé působení této kyseliny vede k demineralizaci zubních tkání.
Pokud je zubní kaz v raném stádiu a postižený zlepší své hygienické návyky, je velká pravděpodobnost, že si tělo poradí samo a povrchový kaz „opraví". Nápravu vzniklých škod urychlují fluoridové ionty obsažené v potravě, v zubních pastách nebo v přípravcích pro lokální fluoridaci.
Celosvětově má cca 2,3 miliardy (32 % populace) zubní kazy v trvalých zubech. Světová zdravotnická organizace odhaduje, že všichni dospělí měli alespoň jednou zubní kaz.[zdroj⁠?!] Přibližně 620 miliónu lidí (9 % populace) mělo zubní kaz v dětství. V posledních letech se zubní kazy stávají častějšími. Je to hlavně kvůli větší spotřebě cukru.

## Historie
Archeologické nálezy ukazují, že zubní kaz je staré onemocnění. Lebky z období před mnoha miliony let do období neolitu vykazují známky zubních kazů. Ovšem značný nárůst počtu kazů během neolitické revoluce může být připsán zvyšujícímu se podílu rostlinné potravy obsahující sacharidy a škrob. Předpokládá se, že počátek kultivace rýže v jižní Asii měl též za následek zvýšení výskytu zubního kazu.
Sumerské texty z období 5000 let př. n. l. popisují „zubní červy“ způsobující zubní kaz. Důkazy těchto domněnek byly nalezeny v Indii, Egyptě, Japonsku a Číně.
Bakterie tak procházely selekcí.
K dalšímu zvýšení počtu zubního kazu došlo v Evropě vlivem dovážené cukrové třtiny a rafinace cukru, respektive v konzumaci vyššího množství rafinovaného (bílého) cukru.
Zubní kaz je způsoben kyselinou mléčnou, kterou z kvašeného cukru vylučují bakterie zubního plaku.

## Vznik zubního kazu

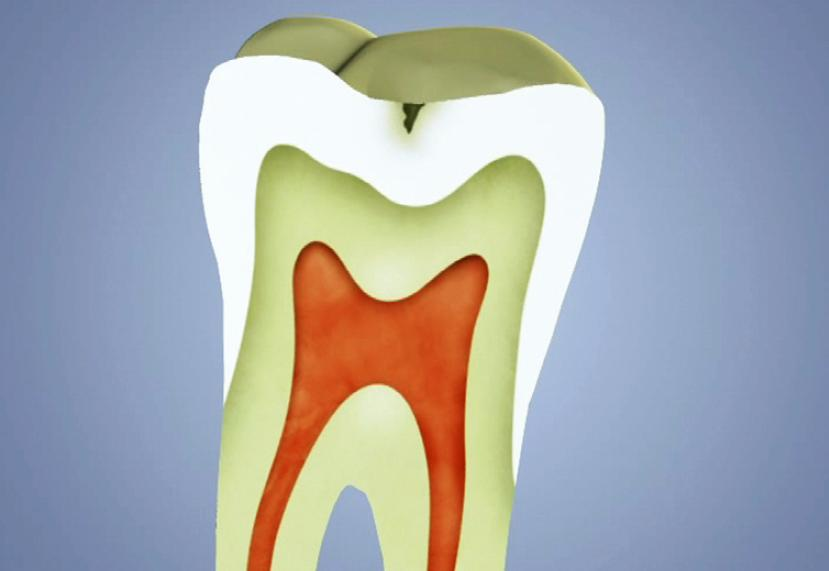
Obr.1 - Počáteční stádium kazu korunkové části zubu

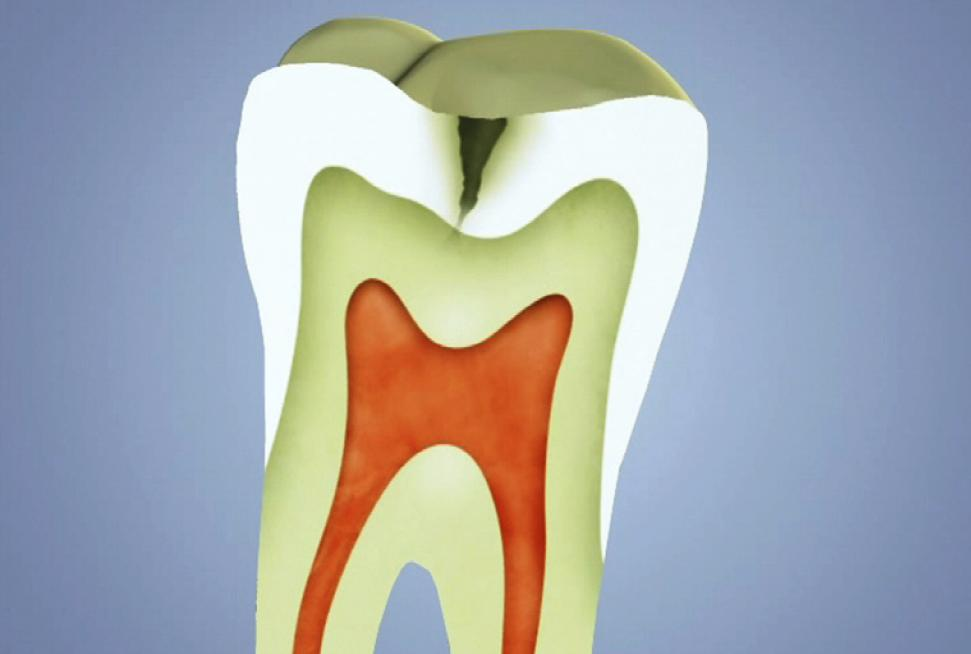
Obr.2 - Postupující zubní kaz pronikl zubní sklovinou

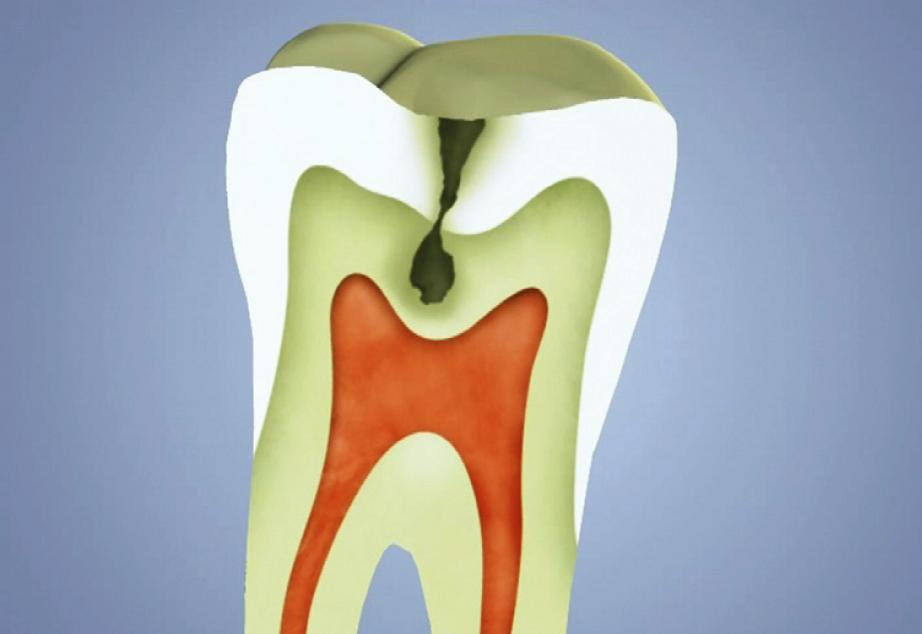
Obr.3 - Další stádium vývoje neléčeného zubního kazu

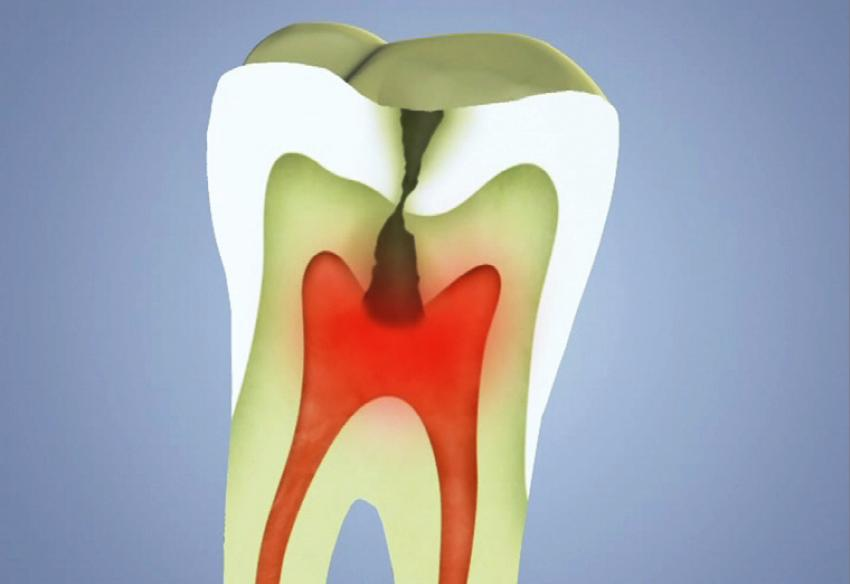
Obr.4 - Pokročilý zubní kaz - zasažena dřeň zubu

Bakterie hromadící se v ústech se shlukují a ulpívají na povrchu zubů v podobě lepkavé vrstvy nazývané zubní plak. Rizikovými místy v ústech pro jeho tvorbu jsou zejména praskliny a různé otvory v zubech, prostory mezi zuby, okolí zubních výplní, korunek a můstků. Některé druhy bakterií přítomných v plaku přeměňují cukr obsažený v potravinách, které jíme, v agresivní kyseliny narušující zubní sklovinu chránící povrch zubů. Poškození se může vyskytnout všude tam, kde je sklovina vystavena působení kyselin včetně nechráněných kořenů zubů při úbytku dásně způsobeném parodontitidou.
Pokud není včas zahájena léčba kazu, často dochází k závažným komplikacím. Zubní kaz začne prorůstat hlouběji do zubu, kde může způsobit bolestivý hnisavý zánět v oblasti kořene. Jedinou možností léčby se v takovém případě stává ošetření kořenového kanálku nebo dokonce chirurgický zákrok.
Dočasný chrup může být kazivý částečně přímo či nepřímo i dědičnými faktory. Jiné studie dvojčat (starších dětí) to úplně nepotvrzují, ale všeobecně se přijímá, že u stálého chrupu je vliv dědičných faktorů menší.

## Druhy zubních kazů
1. Kaz korunkové části zubu - je nejrozšířenější, obvykle se objevuje na žvýkacích ploškách zubů (u dětí a mládeže) nebo v mezizubních prostorech (u dospělých) (obr.1).
2. Kaz v oblasti zubního krčku - vyskytuje se v případě ustupujících dásní, které odkrývají povrch zubního kořene (obr.2).
3. Sekundární kaz - vytváří se podél okrajů korunek a výplní, pokud se v těchto místech nashromáždí zubní plak (obr.3).
4. Recidivující kaz - vzniká pod výplněmi nebo korunkami v případě, kdy nedošlo k řádnému odstranění původního ložiska kazu (obr.4).
5. Okluzní kaz - tento typ kazu vzniká buď na původně zdravém, avšak "dokola" odvápněném zubu nebo jako specifický sekundární či recidivující kaz. Podle stupně zasažení zubu a jeho lokace je potřeba buď předělat původní výplň nebo zhotovit tvarově odpovídající okluzní výplň. Vždy záleží na konkrétní lokaci kazu, pro ošetření tohoto typu kazu se nejlépe osvědčují kompozitní výplně, jimiž lze obvykle zub dostavět do původní podoby.

## Příznaky a stanovení diagnózy
Časná stádia zubního kazu jsou bez příznaků. Později je zub citlivý na změny teploty (nejprve na studené, následně i na teplé), citlivost se projevuje také na sladké a kyselé potraviny. Rané stádium zubního kazu zubní lékař odhalí na rentgenovém snímku zubu nebo při vyšetření laserem. Pohledem nebo pomocí vyšetřovací sondy zjistí kaz až v pokročilejším stádiu, kdy jsou defekty již viditelné.

## Léčba zubního kazu
Vhodnou metodu léčby zubní lékař stanoví na základě vyšetření a určení stádia kazu. Počínající zubní kaz lze v dnešní době již léčit bez nutnosti „vrtání“, a to pomocí koncentrovaných fluoridů nebo ozónem, léčbou zvanou ozonoterapie. Pokud kaz není progresivní, není třeba jej odstraňovat odvrtáním.
Léčba pokročilého stádia kazu spočívá v lokálním umrtvení zubu (injekce), následně odstranění kazu jeho odvrtáním a vyplněním vzniklého otvoru zubní výplní neboli plombou. Pokud kaz v pokročilém stádiu zasáhl i zubní dřeň (zub bolí), bývá nutné ošetření kořenového kanálku. Tomu se říká endodontické ošetření. To probíhá za důkladné lokální anestézie (umrtvení) zubu, bez níž by bylo mimořádně bolestivé, v podstatě neproveditelné. Při dobré péči o chrup bychom kaz do těchto komplikací nikdy neměli nechat zajít.

## Druhy zubních výplní (plomb)
Výplň by měla být bezpečná, trvanlivá a funkční a měla by splňovat i estetické nároky pacienta. Při jejím výběru je tedy nutné zhodnotit stupeň kazivosti zubů pacienta, oblast umístění plomby, velikost ošetřeného zubní kazu a další nároky, které budou na výplň kladeny. V současnosti mají zubní lékaři na výběr ze tří základních druhů plastických výplňových materiálů –amalgámy, kompozitní pryskyřice a skloionomerní cementy.

### Amalgám
Jedná se o nejdéle používaný materiál, jehož typickými vlastnostmi jsou pevnost, odolnost vůči žvýkacím silám, antibakteriální vlastnosti, schopnost „samoutěsnění se“ v zubu, vysoká trvanlivost, nižší cena a snadná manipulace. Nevýhodou těchto výplní je především jejich kovový vzhled (časem přechází do černé koroze) a rovněž nutnost odvrtat nejen kaz, ale i poměrně velkou zdravou část zubu. V EU se nesmí tento typ výplní používat u osob do 18 let a u těhotných pro toxicitu rtuti, která je podstatnou součástí takové výplně. Mnozí (zejména mladší) zubaři a většina všeobecných lékařů tento typ výplně nedoporučují používat vůbec. Někteří dokonce doporučují náhradu takové výplně kompozitem, a to jak z estetických, tak i ze zdravotních důvodů.

### Kompozitní pryskyřice
Kompozity mají pro svou přirozenou bílou barvu (resp. barvu zubu) nezastupitelné místo při ošetření předních zubů, v oblastech, které jsou při úsměvu vidět, či v případě, kdy je nutné nahradit úrazem ztracenou sklovinu. Nejsou však příliš vhodné pro pacienty se zvýšenou kazivostí zubů a špatnou hygienou. Při preparaci stačí odvrtat jen zkaženou část zubu; styk mezi výplní a zubem je navíc zlepšen naleptáním zubu speciální kyselinou, takže spoj je nejen mechanický, ale i chemický. I přes uvedená omezení lze tento typ výplně považovat v současnosti za nejlepší pro ošetření všech zubů - i stoliček; trvanlivost je u kvalitního kompozitu a při dobré péči srovnatelná s amalgámem, toxicita takové výplně je nulová, estetičnost vynikající. Při dobře zhotovené výplni je zběžným pohledem téměř neviditelná.

### Skloionomerní cementy
Skloionomerní cementy jsou materiály, které jsou určitým kompromisem mezi oběma předchozími možnostmi. Jsou estetické, mají protikazivé vlastnosti a vynikají jednoduchou manipulací. Nejsou však tak mechanicky odolné jako např. amalgám a tak vysoce estetické jako kompozit. Antibakteriální vlastnosti mají však nejvyšší ze všech tří materiálů, a proto jsou obzvláště vhodné do úst s vysokou kazivostí. Jejich předností je bezpečnost, avšak za cenu kratší trvanlivosti. Je doporučovaným materiálem pro ošetření dočasného chrupu (trvanlivost je srovnatelná se životností dočasných zubů). Zubaři je označován tento materiál jako „dlouhodobé provizorium“. Používá se i při fixaci korunek, kde dosahuje mnohem delší trvanlivosti, zde je totiž materiál hermeticky uzavřen.

## Prevence zubního kazu
Prevence zubního kazu spočívá největší měrou v důsledném a opakovaném odstraňování zubního plaku pravidelným čištěním zubů správnou technikou nejméně dvakrát denně včetně čištění mezizubních prostorů zubní nití a mezizubními kartáčkem. Dále je důležité omezit konzumaci sladkostí (potravin a nápojů) obsahujících sacharidy (cukry), případně je nahradit sladkostmi bez cukru, kde je cukr nahrazen např. polyoly, které bakterie pokrývající zubní sklovinu neumějí rozkládat. Zubní kaz nevyvolává slazení některými přírodními sladidly, např. xylitolem, erythritolem a stévií.[zdroj?][rozpor]
Doporučuje se také vyčistit si po jídle zuby, vypít sklenici vody nebo alespoň žvýkat žvýkačky bez cukru slazené ideálně přírodními sladidly typu xylitol, erythritol nebo stévie.[zdroj?]
Význam v boji se zubním kazem mají mít fluoridy, které posilují zubní sklovinu. Bez přítomnosti fluoru je sklovina přirozeně tvořena calcium apatitem, který se přítomností fluoru mění na odolnější fluor apatit. Studie ale vliv nepotvrzují.
Používání antibakteriálních a fluor obsahujících ústních vod zamezí množení kazotvorných bakterií. Ještě lepších výsledků lze dosáhnout nanesením bezoplachových fluoridových gelů po čištění, zejména po večerním čištění, kdy už nepřijímáme do rána žádnou potravu.[zdroj?]
V neposlední řadě se doporučuje pravidelně absolvovat návštěvu zubního lékaře, a to zpravidla jednou za půl roku a včasné ošetření počínajících kazů. Velmi vhodná je dentální hygiena[zdroj?] s odstraňováním zubního kamene (hloubkové čištění). I když pro prevenci zubního kazu je klíčová, část zubařů ji osobně nedodržuje. Zubař Radoslav Lacina sdělil, že na preventivní kontroly k vlastnímu zubaři chodí jednou za 3 až 4 roky. Většina zubařů v Česku si sama zuby nevrtá při podezření na kaz, ale dle Laciny si někteří stomatologové trhají vlastní zuby moudrosti.